# Национал-демократска партија Немачке
Национал-демократска партија Немачке је немачка националистичка крајње десничарска партија. Њен председник је Франк Франц.

## Историјат
Национал-демократска партија (у даљем тексту НДП) је основана 28. новембра 1964. године као наследник Партије немачког царства (Deutsche Reichspartei, DRP). На првим изборима на којима је учествовала 1969. године освојила је 4,6% гласова што је било недовољно за улазак у парламент, али је зато освојила велики број гласова на покрајинском нивоу па је тако узела учешће у парламентима Баварске, Саксоније, Хеса и других.
Када се Хришћанско-демократска унија удаљила са десничарских позиција велики број њених функционера и чланства је прешао у НДП. Политички противници у то време су тврдили да поседују декларацију којом НДП потврђује да је законски наследник НСДАП-а, и прогласили су чланове и вођство НДП-а екстремистима и неонацистима, и те етикете и дан данас носе.
Оснивач НДП је Фридрих Тилен, а каснији лидери су били Адолф вон Таден, Мартин Мусгунг и Гинтер Декрерт.

## Контроверзе, чланство и активности НДП-а
НДП је у многим медијима оквалификована као неонацистичка организација због противљења емиграцији и форсирању беле расe, али званични НДП се ограђује од политике национал-социјализма и себе назива модерним немачким националистима, национал-демократама који се боре за част немачког народа и државе.
Политички противници је називају смеђом странком, алудирајући на неонацизам НДП-а. Немачке безбедносне службе је сматрају опасношћу за уставни поредак и мир у држави.
Током 2003. године испао је скандал када се испоставило да је тадашња власт у Немачкој убацила агенте провокаторе у њене редове.
Чланство НДП-а се процењује на 10 хиљада чланова, а као главно упориште национал-демократа сматра се исток Немачке, односно подручје бившег ДДР-а где има релативно велики број присталица углавном међу сиромашнима, махом омладином и пензионерима.
Заједно са другим националистичким немачким партијама попут Републиканаца (Die Republikaner) и Немачке народне уније (DVU) НДП осваја на покрајинским и локалним нивоима и до 20% гласова, док на свеобувхатном савезном увек наступа самостално и осваја близу 5% гласова колико јој треба да уђе у парламент.
Када су немачке власти 2005. године обележавале 60 година од ослобођења нацистичког логора Аушвиц, НДП је у јавност презентовала научну анализу о непостојању холокауста, оптуживајући Америку за холокауст приликом бацања атомских бомби на Јапан, због којих и дан данас свет има проблема. У тој научној анализи, НДП не негира постојање геноцида као масовног убијања, али сматра да холокауст који у социолошком смислу представља тотално уништење, није било јер ниједан народ током 2. светског рата није истребљен. Такође не прихвата наметање кривице немачком народу за злочине нацистичке партије, већ појединцима. Национал-демократе су организовали и протестне шетње због америчког бомбардовања Дрездена у 2. светом рату оптуживајући САД за тероризам и масакр над недужним људима: женама, децом и старима.
НДП је током Светског првенства у фудбалу 2006. године у Лајпцигу, организовала марш у знак подршке Иранском националном тиму и иранском лидеру Махмуду Ахмадинеџаду. Такође НДП је тада и осудио пријем играча који нису немачког порекла у националну фудбалску репрезентацију.
НДП је једина у Немачкој подигла глас против нелегалне независности Косова и Метохије, па је организовала марш и митинг у знак подршке Србима. На скупу у Берлину на којем је присуствовало око три хиљаде људи махом младих, окупљенима су се обратили лидери НДП, а посебну беседу је припремио члан председништва НДП доктор Фрингс, који је више пута боравио у Србији и на Косову и Метохији обилазећи православне манастире.
Доктор Фрингс је између осталог на том скупу изјавио: Само да кажем Албанцима, којих сигурно има овде на скупу, који су се цивилно/неупадљиво преобукли: зар ви стварно озбиљно мислите, да сте ви кроз проглашење сад стварно независни? Смешно. Погледајте само заставу, Албанци погледајте. Да ли је то можда албанска застава? Није. Каква је то застава? Плава позадина, подручје Косова и звездице. Шест звездица, зар то не познајемо? Шта је то? То су слободнозидарски симболи, пентаграми. Срамота. Ко још има ове звездице? ЕУ, они имају 12 звездица. Где их још има? На америчкој застави. И погледајте контекст, ко планира то отцепљење. То је концепт како се народи завађају. И за то бих вас молио, не упадајте у ту замку. Будите мирни, они који све то планирају, имају постављене провокаторе међу вама. Они хоће да ви нападате Албанце. Никако то не радите, то је замка. Они само хоћеју да наступе као спасиоци, тамо неки са стране, који се само смешкају: „видите овде, ми смо једини, који могу ситуцију да среде“ и онда успут ћете и сопствену независност изгубити. И то је моја главна порука вама с моје стране као Немац. Због тога још једном укратко: план је да се народи заваде, онда Европу као јавну кућу за једну свестку диктатуру успоставити, да би нације нестале и тиме пут био слободан за светску диктатуру. То је дуготрајан план и то морате да разумете.
НДП је подржала Русију у рату са Грузијом у Јужној Осетији 2008. године.

Победу Барака Обаме на изборима у Америци, НДП је прокоментарисао као победу Јевреја и црнаца над белим светом.
Поред председника НДП-а Уда Воигта, високи функционери странке су још и Хорст Махлер, Јурген Гансел, Холгер Апфел, Франк Шверд, Клаус Билер.
Чланица је Европског националног фронта, заједно са Новом десницом из Румуније, Фалангама из Шпаније, Новом снагом из Италије, Златном зором из Грчке и другим сличним странкама.

## Програмска опредељења и циљеви
НДП се залаже за уједињење Немачке, Аустрије и Швајцарске у једну државу. Такође велики фокус НДП је и на противљењу глобализацији, НАТО пакту и Европској унији. НДП сматра да је ЕУ тамница народа, и да Европа треба да буде слободна, а европске државе у рукама својих нација под националним суверенитетом.
НДП своју политичку доктрину гради кроз такозвани трећи пут, односно желе да буду трећа странка. Оштри су критичари либералног капитализма и комунизма.
Протеклих година врх НДП се фокусирао на решавању социјалних и економских питања, тражећи алтернативу капитализму и социјализму, и покушава да се дистанцира од ектремизма коме су поједини чланови странке привржени.
Странка као своје боје користи црну, белу и црвену, то јест заставу Немачког Рајха. Слоган НДП је: национална слобода-социјална правда-расни идентитет.
Пет тачака главних програмских циљева НДП на последњим изборима су били:
Уједињење немачког народа у једну државу и очување беле Немачке; 
Централизација државе, одговорна и часна власт;
Социјална правда и јака национална економија, а не либерални капитализам и комуна; Немачка армија, а не НАТО пакт — Европа нација, а не Европска унија; 
Борба против ционистичке окупације и Новог светског поретка;